# Felipe Buitrago
Pedro Felipe Buitrago Restrepo (Bucaramanga, 1976) es un economista y político colombiano.
Se desempeñó como Ministro de Cultura de Colombia en 2021 y también como Embajador de Colombia en Alemania en 2022 durante el gobierno del Iván Duque.

## Biografía
Nacido en Bucaramanga, desde pequeño se radicó en Bogotá. Estudió economía en Universidad de los Andes en 2002 y en 2012 hizo una maestría en Política Pública Internacional en la Universidad de Johns Hopkins.
Buitrago inició su trayectoria en Ministerio de Cultura, pues entre 2003 y 2006 fue coordinador del Programa de Economía y Cultura, bajo el ministerio de María Consuelo Araújo. Se destacó el desarrollo de la Cuenta Satélite de Cultura de Colombia, un sistema de información económica del campo cultural constituido como instrumento para la toma de decisiones públicas y privadas, y participó en la negociación del Tratado de Libre Comercio con Estados Unidos.
Se desempeñó como Gerente del Programa de Desarrollo de Economías Creativas (Developing Creative Economies Programme Manager) del British Council al 2009, para luego desempeñarse en 2010 y 2011 como director del Observatorio Iberoamericano de Derechos de Autor (Odai), una ONG con sede en Bogotá creada por el Centro Regional para el Fomento del Libro en América Latina y el Caribe (Cerlalc) en el 2008.
En 2013 fungió en Banco Interamericano de Desarrollo (BID) como consultor de la División de Asuntos Culturales, Solidaridad y Creatividad. Entre sus cargos se destacan en director del TicTac, el tanque de pensamiento de Cámara Colombiana de Informática y Telecomunicaciones (CCIT).
En diciembre de 2020 fue designado como ministro de Cultura por el presidente Iván Duque Márquez. Sin embargo, su paso por el Ministerio de Cultura resultó efímero, pues solo 5 meses después, el 3 de junio de 2021, fue reemplazado en el cargo por Angélica Mayolo Obregón. Su salida del cargo se debió a que criticó el derribo de la estatua de Gonzalo Jiménez de Quesada en Bogotá por parte de indígenas misak, en el marco de las protestas en Colombia de 2021.
En enero de 2022 fue designado por el presidente Iván Duque como Embajador de Colombia en Alemania.